# 합천 덕원서원 소장 운암설원록 책판
합천 덕원서원 소장 운암설원록 책판(陜川 德源書院 所藏 雲巖雪寃錄 冊板)은 대한민국 경상남도 합천군 청덕면, 덕원서원에서 소장하고 있는 운암설원록 책판이다. 2013년 1월 3일 경상남도 문화재자료 제566호로 지정되었다.
《설원록》은 1926년에 간행한 목판으로, 상하 2권으로 되어 있다. 내용은 차원부(車原頫, 1320-1398)가 신원되는 일에 대한 전말이 기록되어 있다. 차원부의 본관은 연안(延安)이며, 월파(月波) 차종로(車宗老)의 셋째 아들로 태어났다. 자는 사평(思平), 호는 운암(雲巖), 시호는 문절(文節)이다. 당시의 목판 생산과 유통을 잘 볼 수 있는 귀중한 자료이다.

## 같이 보기
- 덕원서원 - 경상남도 문화재자료 제138호 (1985년 11월 14일 지정)
- 차원부

## 참고 자료
- 합천 덕원서원 소장 운암설원록 책판 - 국가유산청 국가유산포털